# ジョーイ・ギャスライト
- ジョーイ・ガスライト

ジョーイ・ギャスライト（Joey Renard Gathright , 1981年4月27日-　）は、アメリカ合衆国ミシシッピー州出身の元プロ野球選手（外野手）。
日本のメディアでは「ガスライト」と表記される場合もある。

## 経歴
2001年6月5日のMLBドラフト32巡目(全体949位)でタンパベイ・デビルレイズ(現：タンパベイ・レイズ)から指名され、同年の8月29日に契約を結んだ。
2002年、デビルレイズのマイナー組織であるA級チャールストンでプロデビューを果たす。その年は59試合の出場で打率.264・14打点を記録。また、持ち前のスピードを遺憾なく発揮し、59試合で22盗塁を決めて見せた。
2003年は、アドバンスドA級ベイカーズフィールドとAA級オーランドの2チームでプレー。計111試合の出場で打率.334・69盗塁を記録し、翌年に実現することとなるメジャーデビューへの足掛かりを作った。
2004年6月25日のフロリダ・マーリンズ戦でメジャーデビューを果たした（デビュー戦では3打数1得点1三振1死球を記録）。シーズン通して19試合しか出場機会を与えられなかったが、約3試合に1つのペースで盗塁を決め、6盗塁をマークした。
2005年は、76試合の出場で、打率.276・20盗塁を記録し、ほぼメジャーリーグに定着した形となった。
2006年もデビルレイズで開幕を迎えたが、打率が一向に上がらず、55試合に出場して打率.201となった時点でカンザスシティ・ロイヤルズに放出された。移籍後のロイヤルズでは息を吹き返し、打率.262を記録。またメジャーデビュー後自身初となる本塁打も放った。最終的には2チームで計134試合に出場し、打率.238・1本塁打・41打点・22盗塁を記録。
2007年は、年間通じてロイヤルズでプレイ。出場試合数は前年から60試合も減少したが、一方で打率.307・出塁率.371を記録し、翌年以降の1番打者定着が期待された。
2008年は、自身2度目となる100試合出場を達成。しかし、打率は.250台に逆戻りし、期待されたほどの活躍は出来ず。一方で2年ぶりに20盗塁以上を記録した。そのシーズンオフにシカゴ・カブスと契約を結んだ。
2009年は外野の控えとしてスタートしたが、5月8日にマイナーに降格した後、ボルチモア・オリオールズのライアン・フリールとトレードされた。8月29日にウェーバーでボストン・レッドソックスに移籍。12月13日にトロント・ブルージェイズとマイナー契約を結ぶ。
2010年3月28日に解雇され、30日にオリオールズとマイナー契約を結ぶが、7月22日に解雇され、8月6日にアトランティックリーグのロングアイランド・ダックスと契約。
2011年4月13日にアメリカン・アソシエーション・リーグのシュリーブポート・ボージャー・キャプテンズと契約し、6月10日にはノース・アメリカン・リーグのユマ・スコーピオンズと契約。8月31日にレッドソックスとマイナー契約を結び、9月13日にメジャー昇格。
2012年はメキシカンリーグのキンタナロー・タイガースと契約するが、後にアトランティックリーグのブリッジポート・ブルーフィッシュに所属。5月24日にはシンシナティ・レッズとマイナー契約を結ぶが7月14日に解雇。
2013年7月2日にアメリカン・アソシエーションのカンザスシティ・ティーボーンズと契約。オフに、引退した。

## 選手としての特徴
小柄ながら類稀な身体能力の持ち主。足の速さはメジャーNO.1といわれている。彼の驚異的な身体能力を示すものとして、「友達に車を飛び越えている特技を見せている時に、偶然スカウトが通りかかり、スカウトされた」という真偽は定かでないエピソードがある。
また、2002年には普通サイズの乗用車を軽々とジャンプして飛び越した経験があり、動画サイトのYouTubeに、その動画が掲載された

## 詳細情報

### 年度別打撃成績
| 年 度     | 球 団     | 試 合 | 打 席 | 打 数 | 得 点 | 安 打 | 二 塁 打 | 三 塁 打 | 本 塁 打 | 塁 打 | 打 点 | 盗 塁 | 盗 塁 死 | 犠 打 | 犠 飛 | 四 球 | 敬 遠 | 死 球 | 三 振 | 併 殺 打 | 打 率 | 出 塁 率 | 長 打 率 | O P S |
| --------- | --------- | ----- | ----- | ----- | ----- | ----- | -------- | -------- | -------- | ----- | ----- | ----- | -------- | ----- | ----- | ----- | ----- | ----- | ----- | -------- | ----- | -------- | -------- | ----- |
| 2004      | TB        | 19    | 57    | 52    | 11    | 13    | 0        | 0        | 0        | 13    | 1     | 6     | 1        | 0     | 0     | 2     | 0     | 3     | 14    | 2        | .250  | .250     | .316     | .566  |
| 2005      | TB        | 76    | 218   | 203   | 29    | 56    | 7        | 3        | 0        | 69    | 13    | 20    | 5        | 3     | 0     | 10    | 0     | 2     | 39    | 5        | .276  | .316     | .340     | .656  |
| 2006      | TB        | 55    | 182   | 154   | 25    | 31    | 6        | 0        | 0        | 37    | 13    | 12    | 3        | 5     | 0     | 20    | 0     | 3     | 30    | 1        | .201  | .305     | .240     | .545  |
| 2006      | KC        | 79    | 263   | 229   | 34    | 60    | 6        | 3        | 1        | 75    | 28    | 10    | 6        | 4     | 4     | 22    | 0     | 4     | 45    | 2        | .262  | .332     | .328     | .660  |
| '06計     | KC        | 134   | 445   | 383   | 59    | 91    | 12       | 3        | 1        | 112   | 41    | 22    | 9        | 9     | 4     | 42    | 0     | 7     | 75    | 3        | .238  | .321     | .292     | .614  |
| 2007      | KC        | 74    | 261   | 228   | 28    | 70    | 8        | 0        | 0        | 78    | 19    | 9     | 8        | 10    | 0     | 20    | 0     | 3     | 36    | 2        | .307  | .371     | .342     | .713  |
| 2008      | KC        | 105   | 315   | 279   | 41    | 71    | 3        | 1        | 0        | 76    | 22    | 21    | 4        | 10    | 2     | 20    | 0     | 4     | 40    | 3        | .254  | .311     | .272     | .584  |
| 2009      | CHC       | 20    | 15    | 14    | 2     | 3     | 0        | 0        | 0        | 3     | 0     | 1     | 2        | 0     | 0     | 1     | 0     | 0     | 6     | 0        | .214  | .267     | .214     | .481  |
| 2009      | BOS       | 17    | 17    | 16    | 7     | 5     | 0        | 0        | 0        | 5     | 0     | 1     | 0        | 0     | 0     | 1     | 0     | 0     | 2     | 2        | .313  | .353     | .313     | .665  |
| '09計     | BOS       | 37    | 32    | 30    | 9     | 8     | 0        | 0        | 0        | 8     | 0     | 2     | 2        | 0     | 0     | 2     | 0     | 0     | 8     | 2        | .267  | .313     | .267     | .579  |
| 通算：6年 | 通算：6年 | 445   | 1328  | 1175  | 177   | 309   | 30       | 7        | 1        | 356   | 96    | 80    | 29       | 32    | 6     | 96    | 0     | 19    | 212   | 17       | .263  | .327     | .303     | .630  |

- 2009年度シーズン終了時